# مسبار جينيسس الفضائي
كان جينيسس مسبار إعادة عينات تابع ناسا جمع عينات من جسيمات الرياح الشمسية وأعادها إلى الأرض لتحليلها. كانت هذه أول مهمة إعادة تابعة لناسا منذ عهد برنامج أبولو، وأول مهمة أعادت موادًا فضائية أبعد من القمر. أُطلِقت مهمة جينيسس في 8 أغسطس 2001، سقطت كبسولة العودة وتحطمت في ولاية يوتا في 8 سبتمبر 2004، بعد ظهور عيب في التصميم منع نشر مظلة الهبوط. أدى الحادث إلى تلوث العديد العينات. على الرغم من تضرر معظمها، استُردت بعض العينات بنجاح.
أظهر فريق جينيسس العلمي إمكانية إزالة أو تجنب بعض التلوث في العينات، وأنه يمكن تحليل جسيمات الرياح الشمسية باستخدام مجموعة متنوعة من الأساليب، وتحقيق جميع الأهداف العلمية الرئيسية للبعثة.

## أهداف المهمة
كانت الأهداف العلمية الأساسية للبعثة هي:
- الحصول على كمية وافرة من النظائر الشمسية الأيونية من الرياح الشمسية، إذ لا توجد بيانات ذات دقة كافية للإجابة على أسئلة علوم الكواكب ذات الصلة
- الحصول على بيانات عن عناصر المواد الشمسية بدقة أفضل 3 إلى 10 مرات مما هو موجود في الكتب والأبحاث العلمية
- توفير مخزون من المواد الشمسية يكفي للدراسات العلمية في القرن الحادي والعشرين ليتم أرشفتها مثلما حدث للعينات القمرية.

من الجدير بالذكر أن الأهداف العلمية للمهمة تتضمن دراسة تكوين الشمس، وليس تكوين الرياح الشمسية. يرغب العلماء في الحصول على عينات من المواد الشمسية لأن الأدلة تشير إلى أن الطبقة الخارجية للشمس تحتفظ بأسرار مكونات السديم الشمسي المبكر. لذلك، فإن معرفة التركيب الأولي والنظيري للطبقة الخارجية للشمس سيعني فعليًا معرفة التركيب الأولي والنظيري للسديم الشمسي المبكر. يمكن استخدام البيانات لنمذجة طريقة تشكل الكواكب وغيرها من أجرام النظام الشمسي، ثم توسيع هذه النتائج لفهم التطور النجمي وتشكل الأنظمة الكوكبية في أماكن أخرى من الكون.
من الواضح أن الخيار الأمثل لجمع العينات هو إرسال مركبة فضائية إلى الشمس لجمع بعض البلازما الشمسية منها مباشرةً؛ لكن هذا أمر صعب بسبب الحرارة الشديدة لغازات الشمس شديدة السخونة، فضلًا عن البيئة ذات الحقول الكهرومغناطيسية الديناميكية للهالة الشمسية، التي تتداخل توهجاتها بانتظام مع أجهزة المركبات الفضائية الإلكترونية البعيدة. لحسن الحظ، تقذف الشمس باستمرار بعضًا من طبقتها الخارجية على شكل رياح شمسية.
بالتالي، من أجل تحقيق أهداف المهمة العلمية، صُمم مسبار جينيسس لجمع أيونات الرياح الشمسية وإعادتها إلى الأرض لتحليلها. حملت جينيسس العديد من أدوات جمع الرياح الشمسية المختلفة، التي جمعت الرياح الشمسية بطريقة غير فاعلية؛ أي أن أدوات الجمع تموضعت في الفضاء مواجهةً الشمس، بينما اصطدمت أيونات الرياح الشمسية بها بسرعات بلغت أكثر من 200 كيلومتر/ثانية. وعند الاصطدام، التصقت العينات بسطح أدوات الجمع. هذه العملية مشابهة لتلك المستخدمة في صناعة أشباه الموصلات لصنع أنواع معينة من الأجهزة، وهناك محاكاة للعملية بواسطة برنامج إس آر آي إم المجاني.
جمعت معظم أدوات الجمع الخاصة بجينيسس العينات باستمرار من الرياح الشمسية التي واجهها المسبار («الرياح الشمسية السائبة»). مع ذلك، حمل المسبار أيضًا ثلاث أدوات جمع نُشرت عندما صادفت «أنظمة» محددة للرياح الشمسية (سريعة وبطيئة وانبعاثات كتلية إكليلية)، كما حُدد بواسطة أجهزة مراقبة الإلكترونات والأيونات على متن المسبار. صُممت مصفوفات الجمع القابلة للنشر لتوفير اختبار الفرضية القائلة بأن العناصر المكونة للصخور تحافظ على حصصها النسبية خلال العمليات التي تشكل الرياح الشمسية.
كان هناك نوع ثالث من أدوات الجمع على متن جينيسس: المكثف، الذي يجمع الرياح الشمسية السائبة، لكنه كان يهدف لجمع الهيدروجين المطرود كهربائيًا وتمتع بجهد كافي لتركيز عناصر الرياح الشمسية الأخف على هدف صغير، لتركيز هذه الأيونات بعامل يساوي 20 مرة تقريبًا. كان الهدف من المكثف هو جميع عينات بكميات معززة من أيونات الرياح الشمسية لتمكين العلماء من قياس نظائر العناصر الخفيفة بدقة.

## وصف المهمة
كانت جينيسس مهمة ضمن برنامج دسكفري التابع لمختبر الدفع النفاث التابع لناسا (جاي بّي إل) في معهد كاليفورنيا للتكنولوجيا. صُمم وبُني المسبار بواسطة شركة لوكهيد مارتن لأنظمة الفضاء بكلفة إجمالية قدرها 264 مليون دولار أمريكي.
أطلقت ناسا المسبار على متن صاروخ دلتا II  7326 في 8 أغسطس 2001، في الساعة 16:13:40 بالتوقيت العالمي من كيب كانافيرال. قاد مارتن لو تطوير مسار المهمة. بعد الإطلاق، سافر مسبار جينيسس إلى نقطة لاغرانج الأولى (إل 1) الخاصة بالأرض والشمس ثم أجرى مناورة الدخول في مدار ليساجوس، ودخل في مدار إهليلجي حول إل 1 في 16 نوفمبر 2001. نشر مسبار جينيسس مصفوفات الجمع في 3 ديسمبر، وبدأ في جمع جزيئات الرياح الشمسية. انتهت عملية جمع العينات بعد 850 يومًا، في 1 أبريل 2004، مع إكمال المسبار خمس حلقات هالة حول إل 1. بدأ المسبار رحلة العودة إلى الأرض في 22 أبريل 2004. تضمنت رحلة العودة انعطافًا مداريًا نحو نقطة إل 1 الخاصة بالأرض للسماح باستعادة المسبار خلال النهار، إذ كان من الممكن للعودة المباشرة أن تؤدي لاستعادة المسبار خلال الليل. بعد الانتهاء من حلقة هالة واحدة حول إل 2، انفصلت كبسولة إعادة العينات عن المسبار وعادت إلى الأرض لاستعادتها كما هو مخطط له في 8 سبتمبر 2004.

### مرحلة الاستعادة
بعد الانتهاء من مرحلة جمع العينات، خُزنت المصفوفات في كبسولة إرجاع العينات، وعاد المسبار إلى الأرض. عندما كانت الكبسولة تقترب من الأرض وفي المراحل الأولى من إعادة الدخول في الغلاف الجوي، بدا كل شيء جيدًا.
أُجري تخطيط واسع النطاق لاستعادة الكبسولة. كان من الممكن أو يؤدي الهبوط العادي بالمظلة إلى إتلاف العينات الدقيقة، لذلك دعا مصممو المهمة إلى استرجاع الكبسولة جوًا. على ارتفاع نحو 33 كيلومتر (21 ميل) فوق الأرض، كان من المقرر نشر مظلة لإبطاء عملية النزول. بعد ذلك، على ارتفاع 6.7 كيلومتر (4.2 ميل)، كان من المقرر نشر بارافويل كبير لإبطاء النزول أكثر وترك الكبسولة تتحرك باستقرار. لتقوم بعد ذلك طائرة هليكوبتر، مع وجود طائرة هليكوبتر احتياطية، بإمساك الكبسولة بمظلتها بواسطة خطاف طوله خمسة أمتار. بمجرد استرجاع الكبسولة، كان من المقرر أن تهبط برفق.
دخلت كبسولة إرجاع العينة الغلاف الجوي للأرض فوق شمال ولاية أوريغون في الساعة 16:55 بالتوقيت العالمي المنسق في 8 سبتمبر 2004، بسرعة 11.04 كيلومتر/ثانية (24706 ميل/الساعة). بسبب ظهور عيب في تصميم مستشعر التباطؤ، لم تُنشر المظلة مطلقًا، وتباطأ المسبار فقط بفعل مقاومة الهواء الخاصة به أثناء نزوله، بالتالي لم يكن من الممكن تنفيذ الاسترجاع الجوي المخطط له، ما أدى لتحطم الكبسولة على أرض الصحراء في منشأة دوجواي بروفينج جراوند في مقاطة تويلي، يوتا، بسرعة 86 متر/ثانية (310 كيلومتر/ساعة؛ 190 ميل/الساعة).
تحطمت الكبسولة بسبب الاصطدام، ما أدى لفتح الجزء الداخلي لكبسولة العينات. كان الضرر أقل شدة مما كان متوقعًا نظرًا لسرعة التصادم العالية؛ إذ خُففت قوة التصادم نتيجة سقوط الكبسولة على أرض ناعمة إلى حد ما.